# Île Houle
Die Île Houle (französisch für Dünungsinsel, auch bekannt als Houle Island) ist eine kleine und niedrige Felseninsel vor der Küste des ostantarktischen Adélielands. Sie liegt 5,5 km nordnordöstlich der Zunge des Zélée-Gletschers und 1,5 km westlich der Île du Ressac.
Luftaufnahmen der Insel entstanden bei der US-amerikanischen Operation Highjump (1946–1947). Französische Wissenschaftler kartierten und benannten sie im Verlauf einer von 1949 bis 1951 dauernden Forschungsreise. Namensgebend ist die Dünung, die über die Insel hinweggeht.